# Henri Giordan
Henri Giordan, és director d'Investigacions en el Centre Nacional d'Investigacions Científiques (CNRS), Centre de Dret i Cultura (Universitat de París X-Nanterre), dirigeix la secció Minories - Investigacions generals en el Banc Europeu de Dades Mercator (Comissió Europea - Maison des Sciences de l'Homme, París). És autor de nombroses investigacions sobre les minories lingüístiques a França i a Europa, i ha col·laborat amb el CIEMEN a través de la revista Minoranze.

## Obres
- Les minorités en Europe: droits linguistiques et Droits de l'Homme (1992)
- Minorités de tous les pays: Les espoirs déçus du régionalism', en Panoramiques, París, Arléa, Corlet (dif. Le Seuil). - 3r trimestre 1992, Nº 10, págs. 67-73 (1992)
- Chaque homme a droit à sa culture, en Migrations: Société, París, CIEMI, noviembre-diciembre 1993, Vol. 5, Nº 30, págs. 41-51 (1993)